# Frederik Landshöft
Frederik Landshöft (* in Krefeld) ist ein deutscher Diplomat. Er ist seit 2025 Botschafter in Ghana.

## Werdegang
Landshöft absolvierte zunächst bis 2003 eine Ausbildung zum Nautischen Offiziersassistenten bei der Ernst Russ Reederei. Anschließend absolvierte er ein Bachelorstudium der Sozialwissenschaften an der Heinrich-Heine-Universität Düsseldorf, das er 2006 abschloss. Daran schloss sich ein Masterstudium der Internationalen Beziehungen und Entwicklungspolitik an der Universität Duisburg-Essen an, das er 2009 abschloss. Zudem war er von 2007 bis 2010 wissenschaftlicher Mitarbeiter am Institut für Entwicklung und Frieden der Universität Duisburg-Essen. 2008 war er Mitgründer des Online-Marktplatzes fairix.
Von 2010 bis 2018 war Landshöft als politischer Referent von Claudia Roth tätig. Von 2018 bis 2021 war er Vorstandsreferent der Bundestagsfraktion Bündnis 90/Die Grünen. Zeitweise leitete zusätzlich das Büro des Fraktionsvorsitzenden Anton Hofreiter. Von 2021 bis 2025 war er unter Außenministerin Annalena Baerbock Leiter des Parlament- und Kabinettreferats im Auswärtigen Amt in Berlin.
Im Sommer 2025 wurde Landshöft als Nachfolger von Daniel Krull deutscher Botschafter in Ghana und Leiter der Botschaft in San Accra.
Landshöft ist verheiratet und hat drei Kinder. Er ist Mitglied bei Bündnis 90/Die Grünen.